# Groene zanger
De groene zanger (Leiothlypis celata; synoniem: Vermivora celata) is een zangvogel uit de familie Parulidae (Amerikaanse zangers).

## Verspreiding en leefgebied
Deze soort telt 4 ondersoorten:
- L. c. celata: van centraal Alaska tot zuidelijk Canada.
- L. c. lutescens: westelijk Canada en de westelijke Verenigde Staten.
- L. c. orestera: het westelijke deel van Centraal-Canada en de westelijk-centrale Verenigde Staten.
- L. c. sordida: zuidelijk Californië en noordwestelijk Mexico.